# The Mushroom Club
The Mushroom Club ist ein US-amerikanischer Dokumentarfilm aus dem Jahr 2005.

## Handlung
Der Film berichtet von den Auswirkungen des Atombombenabwurfs auf Hiroshima am 6. August 1945, die bis in die heutige Zeit reichen.

## Auszeichnungen
2006 wurde der Film in der Kategorie Bester Dokumentar-Kurzfilm für den Oscar nominiert.

## Hintergrund
Der Film hatte seine Premiere am 15. März 2005 beim Asian American Film Festival.